# دشت سجادية (غرمسير أردستان)
دشت سجادیة (بالفارسية: دشت سجادیه) هي قرية تقع في إيران في قسم غرمسیر الريفي.